# Gaillardia aristata
Gaillardia aristata — вид рослин роду полум'янка з родини айстрових (Asteraceae), поширений у Канаді й США.

## Опис
Багаторічна рослина 20–80 см. Листки прикореневі і стеблові, черешкові; листові пластини від обернено-ланцетоподібних до ланцетоподібних, 5–15 см × 5–30(40) мм, поля перисті чи зубчасті чи цілі. Променеві квіточки у кількості (6)12–18+, жовті або жовті / багряні, 15–35+ мм. Дискові квіточки у кількості 60–120+, зазвичай багряні або з багряними верхівками, іноді жовті. Сім'янки 2.5–6 мм, волоски 1.5–2.5 мм. 2n = 34, 68.

## Поширення
Поширений у Канаді й США; натуралізований у Білорусі, Молдові, Румунії, Іспанії, на Азорських островах; також культивується.
В Україні вид випадковий.